# Live in Concert at The Capitol Theatre
Live in Concert at The Capitol Theatre è un video dal vivo di Justin Hayward, chitarrista e voce del gruppo rock inglese dei Moody Blues, pubblicato nel 2016

## Tracce
1. Tuesday Afternoon
2. It's Up To You/Lovely To See You
3. In Your Blue Eyes
4. The Western Sky
5. You Can Never Go Home
6. Watching And Waiting
7. I Dreamed Last Night
8. One Day, Someday
9. The Eastern Sun
10. December Snow
11. What You Resist Persists
12. Your Wildest Dreams
13. Forever Autumn
14. Question
15. Nights In White Satin
16. I Know You're Out There Somewhere
17. Blue Guitar (Bonus)
18. Who Are You Now (Bonus)
19. The Wind of Heaven (video)

## Formazione
- Justin Hayward: chitarra, voce
- Mike Dawes: chitarra
- Julie Ragins: tastiera, percussioni, voce